# Польша на зимних Олимпийских играх 1932
Польша принимала участие в Зимних Олимпийских играх 1932 года в Лейк-Плесиде (США) в третий раз за свою историю, но не завоевала ни одной медали.
Команда состояла из 15 мужчин, которые соревновались в 4 видах спорта: 
- Лыжные гонки: лучший результат показал Бронислав Чех — 18-е место в гонке на 18 км (время 1'36:37)
- Хоккей: команде удалось, обыграв соперников из США, Германии и Канады, занять 4 место.
- Лыжное двоеборье: Бронислав Чех занял 7 место в общем зачёте.
- Прыжки с трамплина: Бронислав Чех на 12 месте в общем зачёте.